# فلوریان گیو
فلوریان گیو (فرانسوی: Florian Guillou‎؛ زادهٔ ۲۹ دسامبر ۱۹۸۲) دوچرخه‌سوار اهل فرانسه است.